# Synclitopa simulatrix
Synclitopa simulatrix är en skalbaggsart som beskrevs av Hermann Julius Kolbe 1897. Synclitopa simulatrix ingår i släktet Synclitopa och familjen Melolonthidae. Inga underarter finns listade i Catalogue of Life.